# 2013년 유로폴 승부조작 수사
2013년 유로폴 승부조작 수사(Operation VETO)는 2013년 2월 4일. 유로폴에 의해 발표된 수사이다. 아시아에 거점을 둔 단체에 의해 유럽 축구 승부조작이 행해졌으며, 15개국 및 380개의 축구 경기가 가담되었다고 발표하였다.

## 같이 보기
- K리그 승부조작 사건
- 2011-12 이탈리아 축구 스캔들